# Хаджи Юнус
Хаджи Юнус (на гръцки: Σταυροχώρι, Ставрохори, катаревуса: Σταυροχώριον, Ставрохорион, до 1927 година Χατζηγιαννούς, Хадзиянус) е село в Егейска Македония, Гърция, дем Кукуш, област Централна Македония с 481 жители (2001).

## География
Селото е разположено на около 8 километра западно от демовия център Кукуш (Килкис).

## История
Край Хаджи Юнус е разкрит археологическият обект Янешево V (Ε) – праисторическо селище с трапецовидна форма, обявено в 1996 година за защитен паметник. Открита е повърхностна керамика от бронзовата епоха.

### В Османската империя
В XIX век Хаджи Юнус е село в каза Аврет Хисар (Кукуш) на Османската империя. В „Етнография на вилаетите Адрианопол, Монастир и Салоника“, издадена в Константинопол в 1878 година и отразяваща статистиката на населението от 1873 година, Хаджи Унус (Hadji Unous) е посочено като селище в каза Аврет Хисар (Кукуш) с 30 домакинства, като жителите му са 100 помаци.
Според статистиката на Васил Кънчов („Македония. Етнография и статистика“) в 1900 година Хаджи Юнус е село в Кукушка каза с 250 жители турци.

### В Гърция
В 1913 година селото попада в Гърция. Населението му се изселва и на негово място са настанени гърци бежанци. През 1927 години селото е прекръстено на Ставрохори. В 1928 година селото е изцяло бежанско със 121 семейства и 449 жители бежанци.
| Име    | Име      | Ново име  | Ново име  | Описание                                       |
| ------ | -------- | --------- | --------- | ---------------------------------------------- |
| Чаири  | Τσαΐρια  | Ливадия   | Λιβάδια   | местност на С от Армутчи и на ЮЗ от Хаджи Юнус |
| Водник | Βοτλίκι  | Неротопос | Νερότοπος | местност на СЗ от Хаджи Юнус                   |
| Карасу | Καρά Σοΰ | Мавронери | Μαύρονέρι | река на С от Хаджи Юнус                        |

## Личности
Родени в Хаджи Юнус
- Йоргос Флоридис (р. 1946), гръцки политик